# Joel Bailey (Schauspieler)
Joel Bailey (* 6. Mai 1953 in Minneapolis, Minnesota) ist ein US-amerikanischer Schauspieler, Filmproduzent und Drehbuchautor.

## Leben
Joel Bailey absolvierte nach seinem Schulabschluss bis zum Jahr 1976 seine Schauspielausbildung an einer Schauspielschule im US-Bundesstaat Florida. Er wirkte als Schauspieler vor der Kamera von 1977 bis 1993 in mehr als 30 Film-und-Fernsehproduktionen mit. Seit den 1990er-Jahren ist Bailey hauptsächlich als Filmproduzent für Spielfilme und als Drehbuchautor für Fernsehserien und Fernsehformate tätig.
Bailey ist seit Juli 1983 mit der Schauspielerin Gina Callego (* 1955) verheiratet, mit der er einen Sohn hat.

## Filmografie (Auswahl)
- 1981: Flamingo Road (Fernsehserie, 9 Folgen)
- 1983: Ein Duke kommt selten allein (Fernsehserie, 1 Folge)
- 1984: Beverly Hills Cop – Ich lös’ den Fall auf jeden Fall
- 1985: California Clan (Fernsehserie, 21 Folgen)
- 1988: Zeit der Sehnsucht (Fernsehserie, 7 Folgen)
- 1989: Scott & Huutsch